# Richters Garten

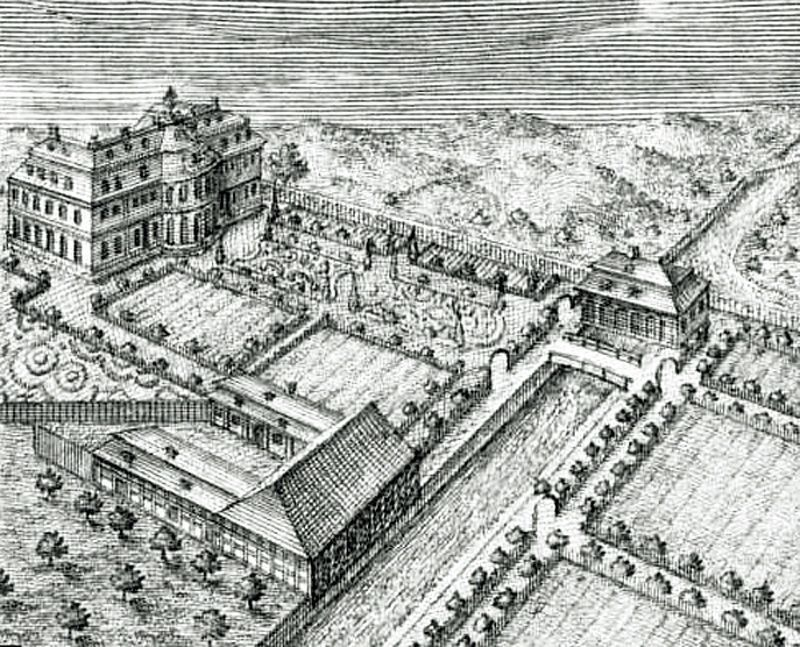
Teilansicht von Richters Garten

Richters Garten (danach Stieglitzens Garten) war eine barocke Gartenanlage nördlich der Altstadt von Leipzig, die dem Kaufmann und Ratsherrn Johann Christoph Richter (1689–1751) gehörte.

## Lage

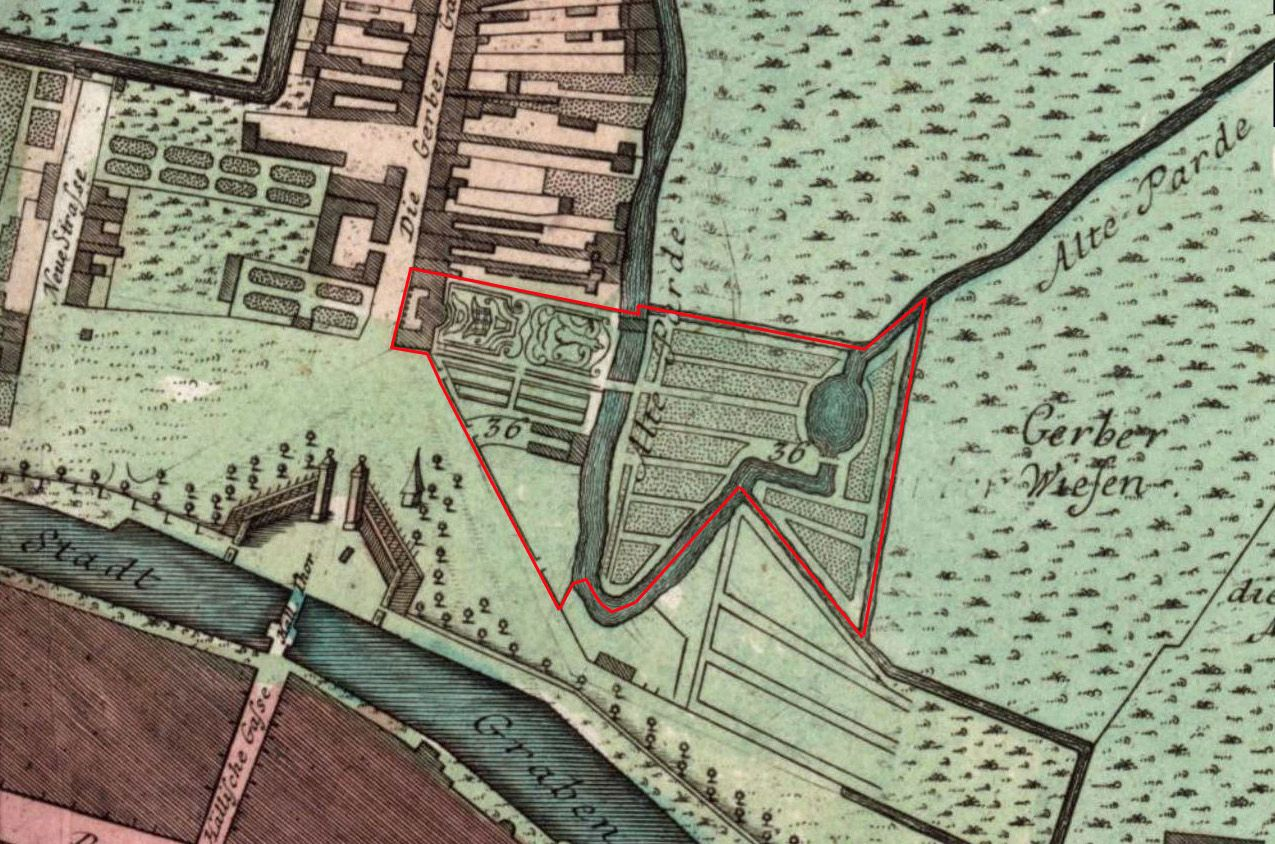
Lage von Richters Garten

Richters Garten lag nördlich der Altstadt von Leipzig in der Nähe des Hallischen Tors. Er erstreckte sich vom Gebäude Gerbergasse 2–4 in der Hallischen Vorstadt nach Osten. Er wurde gegen die sich anschließenden Gerberwiesen begrenzt durch die Alte Parthe und Nebengräben. Die Alte Parthe war der ehemalige, noch Wasser führende Verlauf der Parthe vor ihrer Verlegung nach Norden. Die Alte Parthe durchquerte auch den Garten an zwei Stellen. Durch die Wassergrenzen hatte der Garten eine unregelmäßige Gestalt. Seine Ost-West-Ausdehnung betrug etwa 230 Meter.
Im heutigen Stadtbild entspricht der vordere Teil des Gartens etwa der Lage des Hotels Astoria, während die weitere Erstreckung nach Osten über die Kurt-Schumacher-Straße westliche Teile des Hauptbahnhofs einschließt.

## Geschichte
1719 erwarb der Leipziger Blaufarbenhändler Thomas Benedict Richter (1687–1722) das Grundstück an der Gerbergasse und begann, ein zweistöckiges Haus zu errichten. Als er fünf Jahre später verstarb, erbte sein Bruder Johann Christoph das Anwesen und nahm einige Veränderungen an Haus und Garten vor. 1743/1744 ließ er durch den Barockbaumeister Friedrich Seltendorff (1700–1778) das Gebäude als Landhaus von Grund aus neu aufführen mit einer Prunkfassade zur Gartenseite, deren Vorbild Schloss Hubertusburg war.
Als Richter 1751 starb, erbte seine Tochter Christine Haus und Garten. 1754 heiratete sie den Ratsherrn und Juristen Christian Ludwig Stieglitz (1724–1772). Nun hieß der Garten Stieglitzens Garten. 1820 wurden Teile des Gartens verkauft, und der Rest samt Landhaus ging an die Stadt. Diese nutzte das Haus im Zusammenhang mit dem 1820 gegenüber entstandenen Haus der Neuen Waage als Zollamt. Der Garten und der Bogen der Alten Parthe wurden ab Mitte des 19. Jahrhunderts überbaut. 

## Beschreibung

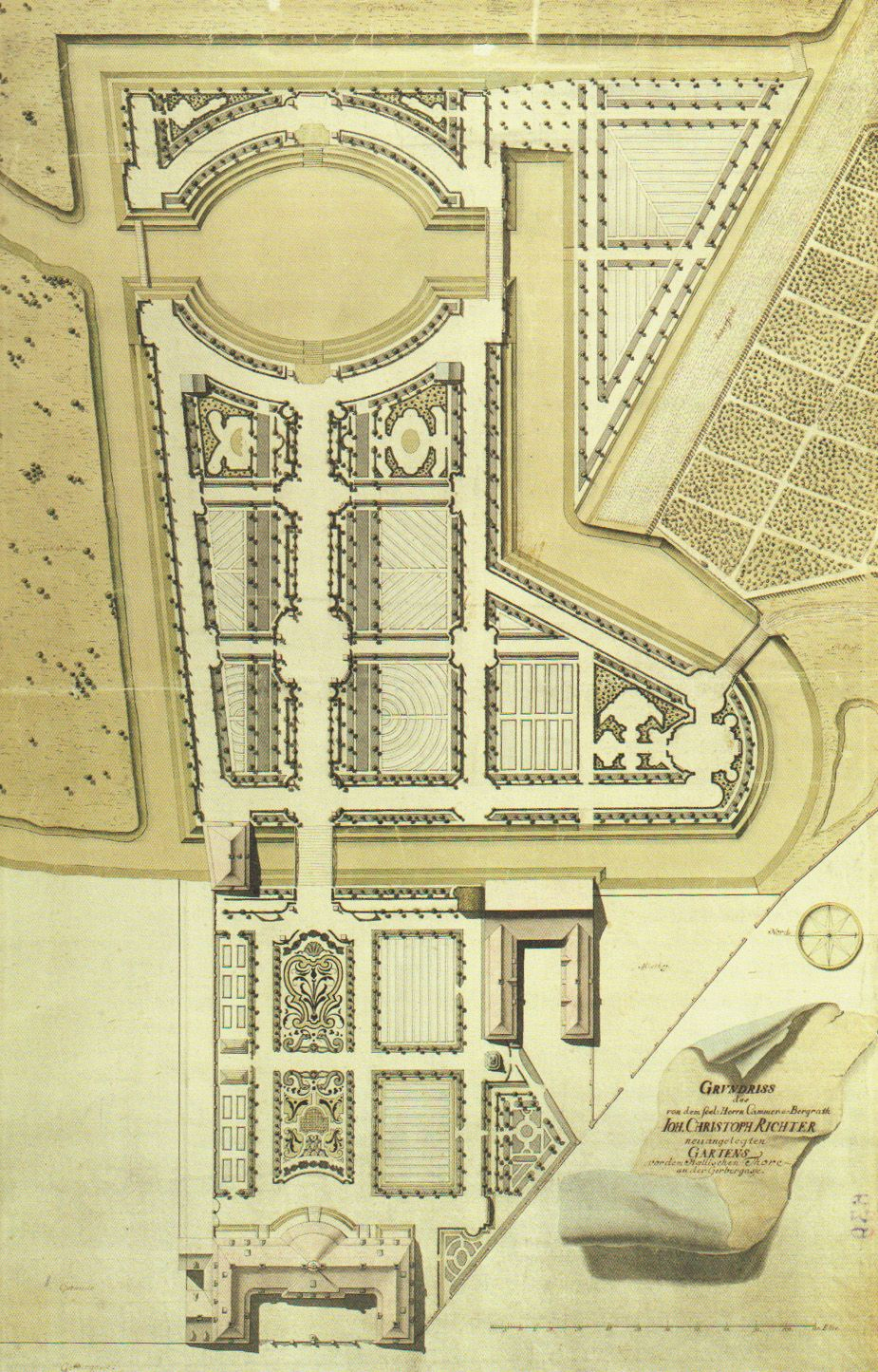
Gartenplan, um 1760

Der Garten begann am Haus mit einem großzügigen Parterre. Dieses bestand aus zwei Zierstücken mit beschnittenen Taxusbäumen und war von zwei Alleen begrenzt. Die Außenseite der linken Allee säumten Obstbäume, während die breitere Seite neben der rechten Allee von Beeten bedeckt war. Die Alleen endeten unter Torbögen auf einem Querweg, von dem eine Brücke über die Alte Parthe führte. Nördlich der Brücke überspannte ein Gewächshaus den Fluss.
Nach der Brücke führte eine Kastanienallee bis zu einem ovalen Teich, der durch künstliche Verbreiterung der Alten Parthe entstanden war, die hier den Garten zum zweiten Mal kreuzte. Während die Kastanienallee von Gemüsebeeten flankiert war, war die Umgebung des Teiches wieder anspruchsvoller gestaltet.
In Richters Garten fehlten zwar die großen Orangerien und zahlreichen Kleinarchitekturen der übrigen Leipziger Barockgärten, Alleinstellungsmerkmale waren aber die Einbeziehung der Alten Parthe und die Lage direkt am Wohnhaus.
In südliche Richtung grenzte an die Mauer des Gartens ein kleiner Gutshof, der eine einträgliche Milchwirtschaft betrieb.

## Anmerkung
1. ↑  Nicht zu verwechseln mit dem damals gleichnamigen Garten seines Bruders Johann Zacharias Richter (1696–1764) westlich der Stadt, der unter Gerhards Garten beschrieben ist.

Koordinaten: 51° 20′ 43″ N, 12° 22′ 44″ O